# Édouard Daladier
Édouard Daladier, francoski politik, * 18. junij 1884, Carpentras, Vaucluse, Francija, † 10. oktober 1970, Paris, Francija.
Predsedoval je francoski vladi, ki je leta 1938 podpisal Münchenski sporazum. 
Daladier se je rodil v Carpentrasu. Svojo politično kariero je začel pred prvo svetovno vojno. Med vojno se je boril na zahodni fronti in bil odlikovan. Po vojni je postal vodilna osebnost radikalne stranke in postal predsednik francoske vlade v letih 1933 in 1934. Od leta 1936 do 1940 je bil obrambni minister in od leta 1938 ponovno predsednik vlade. Kot vodja vlade je leta 1939 razširil francosko socialno državo.
Daladier je skupaj z Nevilleom Chamberlainom, Benitom Mussolinijem in Adolfom Hitlerjem leta 1938 podpisal Münchenski sporazum, ki je nacistični Nemčiji dal nadzor nad Sudeti. Po Hitlerjevi invaziji na Poljsko septembra 1939 je Daladier skupaj z Chamblerlainom napovedal vojno Nemčiji. Francijo je v vojni vodil prvih šest mesecev, francoski neuspeh pri pomoči Finski proti invaziji Sovjetske zveze med zimsko vojno pa je 21. marca 1940 povzročil njegov odstop. Nasledil ga je Paul Reynaud, ki je Francijo vodil do njenega padca junija istega leta. Daladier je ostal obrambni minister do 19. maja, ko je Reynaud po porazu Francije pri Sedanu osebno prevzel funkcijo.
Po padcu Francije je Vichyjska vlada sodila Daladierju zaradi izdaje in ga zaprla v Fort du Portalet. Kasneje je bil premeščen v koncentracijsko taborišče Buchenwald in nato v grad Itter. Po bitki pri gradu Itter je Daladier nadaljeval svojo politično kariero kot član francoske poslanske zbornice od leta 1946 do 1958. 

## Biografija
Édouard Daladier se je rodil v Carpentrasu leta 1884. Bil je sin peka. Poučeval je zgodovino na Lycée Thiers v Marseillu in postal član Parti Radical Socialiste. Ko je bil leta 1911 izvoljen za župana (Maire) njegovega rojstnega mesta Carpentras, je vstopil v politiko. Med prvo svetovno vojno se je Daladier boril na zahodni fronti in je bil do konca vojne poročnik (prvi poročnik).
Leta 1919 je bil Daladier izvoljen v poslansko zbornico (Chambre des députés) za oddelek Vaucluse in je imel mandat do leta 1940. Kot poslanec je pripadal levemu krilu svoje stranke in je bil deležen politične podpore premierja Édouarda Herriota. V svoji prvi vladi (od 14. junija 1924 do 10. aprila 1925) je Daladier prvič prevzel mesto v predsedniškem kabinetu in postal minister za kolonije. Med oktobrom 1925 in julijem 1926 je bil kratek čas minister za narodno obrambo ter minister za šolstvo in likovno umetnost. 
Od leta 1927 do 1932 je bil predsednik svoje stranke in je bil v veliki meri odgovoren za prekinitev socialistične stranke SFIO leta 1926 in konservativnega premierja Raymonda Poincaréja novembra 1928. Med februarjem 1930 in decembrom 1932 je bil Daladier večkrat minister za javna dela, vsak od nekaj dni do mesecev. Nato je bil spet minister za obrambo do januarja 1934. 
Od leta 1933 do 1940 je bil petkrat predsednik francoske vlade levosredinske koalicije. Med vlado Ljudske fronte pod socialistom Léonom Blumom (kabineta Blum I in II) je bil obrambni minister. Daladierjeve vlade so bile pogosto odvisne od privolitve ali podpore spreminjajočih se političnih taborov, sam pa je moral nekajkrat spremeniti smer.  
Leta 1938 je Daladier sodeloval z britansko politiko pomiritve in skupaj z Nevillom Chamberlainom odigral pomembno vlogo pri Münchenskem sporazumu, ki je povzročila odstop sudetskih nemških ozemelj Nacistični Nemčiji v času Sudenske krize. Po Sudetski krizi je nadaljeval z dolgo zanemarjeno ponovno oborožitvijo Francije ter leta 1939 sklenil zavezništvo s Poljsko. Nemčija je 1. septembra 1939 napadla Poljsko in s tem sprožila začetek druge svetovne vojne. Isti dan je Daladier poslal Adolfu Hitlerju sporočilo v katerem mu je ukazal takojšnji umik nemške vojske z ozemlja Poljske. Do tega ni prišlo in 3. septembra je Daladier napovedal vojno Nemčiji. Daladier je Francijo v vojni vodil večinoma v času tako imenovane lažne vojne. 
Potem, ko je Sovjetska zveza konec leta 1939 napadla Finsko, je Daladier hotel poslati francoske čete in orožje na Finsko, da bi pomagal Fincem v vojni, a neuspešno, Finska pa je poleg tega v bitki z Sovjeti izgubila tudi veliko svojih ozemelj. 21. marca 1940 je Daladier odstopil s položaja predsednika vlade, ker Finski ni zagotovil javno zahtevane pomoči med zimsko vojno. Nadomestil ga je Paul Reynaud, ki je Francijo vodil do njenega padca junija istega leta. Po odstopu z mesta predsednika vlade je Daladier znova postal obrambni minister, v zadnjih dneh pred padcem Francije pa je bil tudi zunanji minister. Po padcu Francije junija 1940 je Daladier z ladjo pobegnil v francosko kolonijo Maroko, vendar ga je jeseni 1941 Višijski režim aretiral in poslal v Višijsko Francijo. Tam je vlada maršala Philippa Pétaina sodila Daladierju zaradi izdaje in ga zaprla v Fort du Portalet. 
Leta 1943 je okupacijska oblast Daladierja skupaj z nekdanjim predsednikom Albertom Lebrunom premestila v nemško koncentracijsko taborišče in ga z drugimi francoskimi politiki zaprla v grad Itter blizu Wörgla na Tirolskem. Po bitki za grad je bil Daladier 5. maja 1945 izpuščen. Po vojni je Daladier leta 1945 pričal kot priča na Pétainovem sojenju zaradi izdaje. 
Daladier je bil med letoma 1946 in 1958 ponovno izvoljen za poslanca oddelka Vaucluse in je bil kot močna osebnost Parti radikala v času četrte francoske republike eden od nasprotnikov Charlesa de Gaulla. Od leta 1953 do 1958 je bil tudi župan Avignona. Od leta 1956 je bil vodja poslanske skupine svoje stranke v Državnem zboru. Leta 1958 je nasprotoval odločitvi večine v parlamentu, da pooblasti generala Charlesa de Gaulla, ki ga je predsednik René Coty imenoval za vodjo vlade, za pripravo nove ustave. Daladier je bil častni predsednik njegove stranke, ki se je po njegovi smrti razdelila na dva dela. 
Eduard Daladier je umrl oktobra 1970 v Parizu, v starosti 86 let. Pokopali so ga v tem mestu.